# Furacão Felix
O furacão Felix foi a sexta tempestade nomeada, o segundo furacão e o segundo furacão de categoria 5 na escala de furacões de Saffir-Simpson da temporada de furacões no Atlântico de 2007. Felix formou-se a partir de uma onda tropical em 31 de agosto de 2007. Em 1º de setembro, ele passou sobre a parte sul das Pequenas Antilhas antes de fortalecer para um furacão. Um dia depois, em 2 de setembro, Felix rapidamente se fortaleceu para um grande furacão e na madrugada de 3 de setembro, Felix já era considerado um furacão de categoria 5. No mesmo dia, o furacão enfraqueceu-se para a categoria 3, devido a um ciclo de reposição da parede do olho, mas às 10:40 UTC do dia seguinte ele se fortaleceu novamente pouco antes de atingir a costa nordeste da Nicarágua, perto da fronteira com Honduras, numa região conhecida historicamente como Costa dos Mosquitos. No mínimo 133 fatalidades foram atribuídas a Felix. Quanto aos ventos, Felix foi o sistema mais forte, juntamente com o furacão Dean, registrado na temporada de 2007, com ventos constantes de 280 km/h com rajadas de 330 km/h.

## História meteorológica

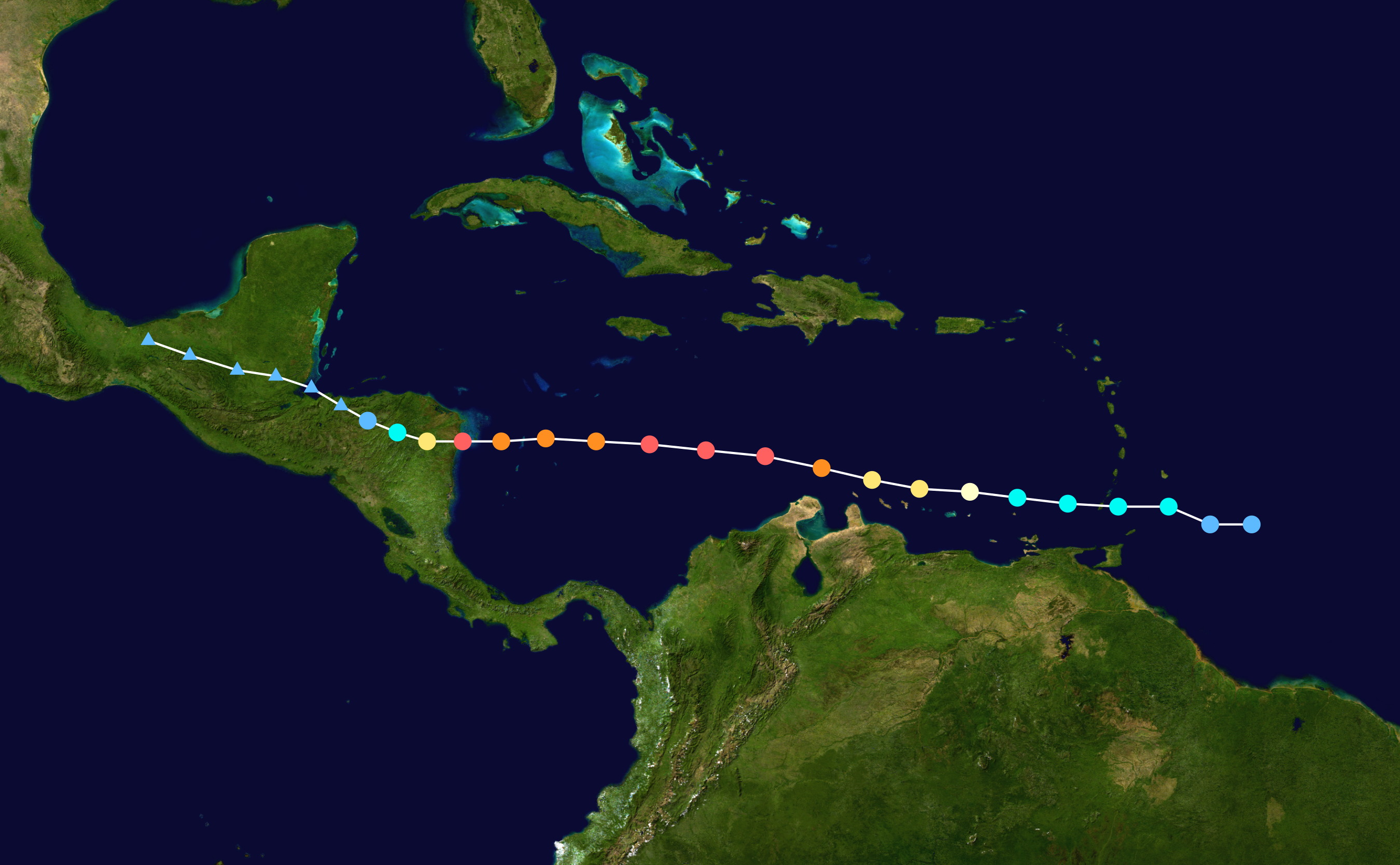
O caminho de Felix

Uma onda tropical deixou a costa ocidental da África em 24 de agosto, seguindo para oeste a aproximadamente 23 km/h. Mas esta onda não tinha uma convecção de ar associada e apresentava uma curvatura em forma de "V" invertida mal definida. Inicialmente, não era fácil para localizar esta onda por meio de imagens de satélite; o eixo da onda movia-se por um ambiente muito úmido e desenvolveu uma área de tempestades dispersas. Em 25 de agosto, imagens de satélite no canal visível indicaram uma grande área ciclônica logo ao norte da Zona de convergência intertropical. A onda continuou a desenvolver convecção de ar moderada a forte e em 27 de agosto, uma área de baixa pressão a cerca de 1.340 km a oeste-sudoeste de Praia, Cabo Verde. Nos dias seguintes, o sistema não se desenvolveu significativamente. Entretanto, em 30 de agosto, a onda ficou mais bem definida com uma maior representação da área ciclônica dentro da área de baixa pressão A convecção aumentou na madrugada do dia seguinte e um avião caçador de furacões sobrevoou o sistema e reportou a presença de uma circulação de ar de superfície completa. Conseqüentemente, o Centro Nacional de Furacões dos Estados Unidos (NHC) iniciou a emissão de avisos sobre a depressão tropical seis às 21:00 UTC de 31 de agosto, enquanto o sistema estava localizado a cerca de 295 km a leste-sudoeste da parte sul das Pequenas Antilhas

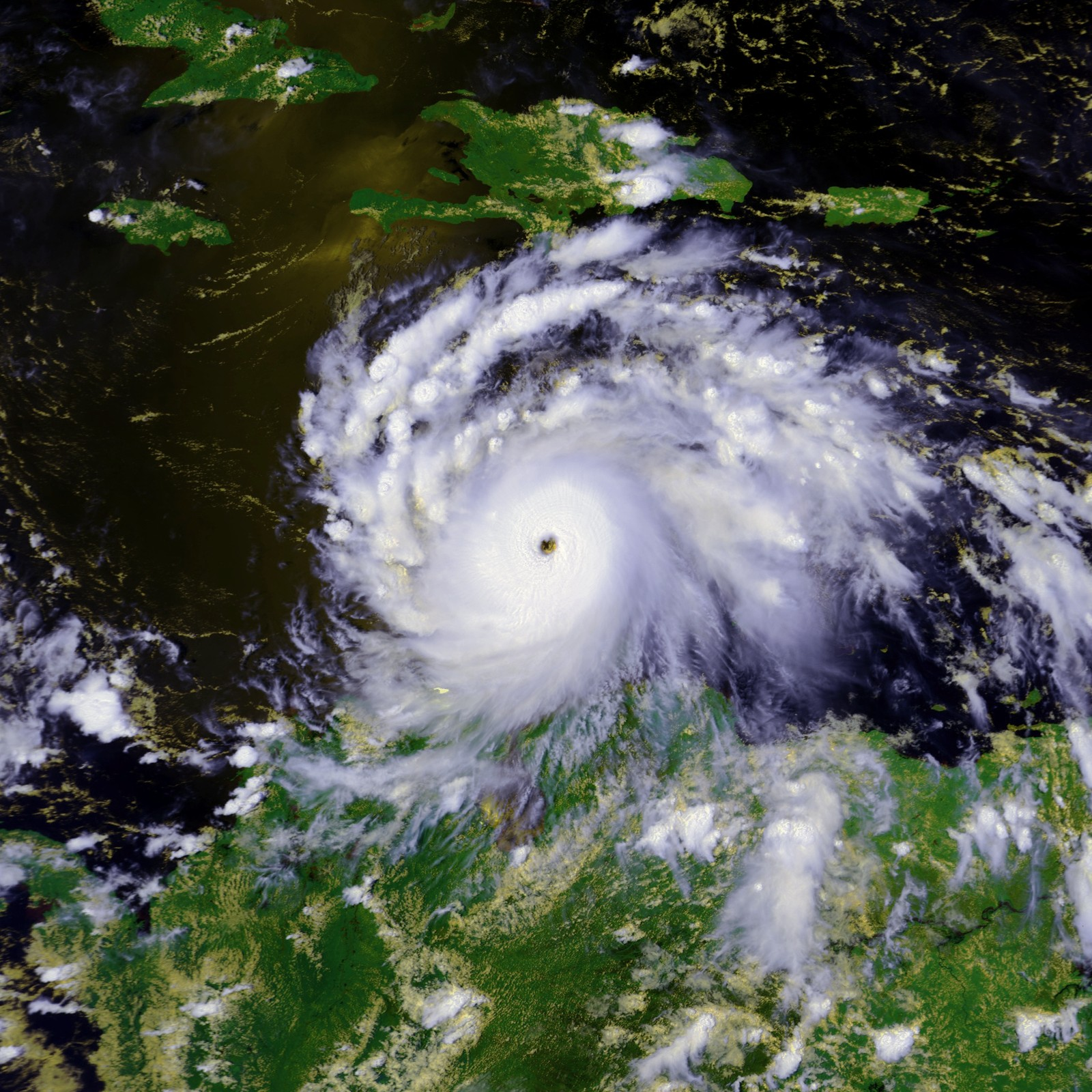
O furacão Felix no Caribe oriental perto de seu pico de intensidade.

Depois de se tornar um ciclone tropical, a depressão estava localizada ao sul de uma forte crista, o que resultava num movimento para oeste. O sistema mantinha bandas de chuvas ciclônicas com correntes de ar em fortalecimento; o ambiente estava favorável para o seu desenvolvimento: não havia praticamente ventos de cisalhamento e a temperatura da superfície do mar estava suficientemente quente para que a depressão fortalece-se ainda mais. A sua convecção profunda associada consolidou-se perto de seu núcleo e pouco depois de passar sobre a ilha de Granada, a depressão se fortaleceu para tempestade tropical Felix por volta das 09:00 UTC de 1º de setembro. Felix rapidamente se desenvolveu assim que um núcleo interno de bandas de chuvas com fortes ventos se desenvolvia em volta de seu centro. No final do mesmo dia, um olho foi observado em imagens de satélite. Baseado em relatos de aviões caçadores de furacões, o Centro Nacional de Furacões estimou que Felix tornou-se um furacão na madrugada de 2 de setembro, enquanto estava localizado a cerca de 250 a leste-nordeste de Bonaire.
Seguindo numa região de condições extremamente favoráveis para seu desenvolvimento, com quase nenhum vento de cisalhamento e águas quentes, o furacão Felix rapidamente desenvolveu um olho bem definido, um padrão de nuvens bastante simétrico e fortes correntes de ar de altos níveis. Felix foi classificado como um grande furacão (categoria 3 ou mais) por volta das 18:00 UTC de 2 de setembro enquanto estava localizado a cerca de 790 km a sudeste de Kingston, Jamaica. A rápida intensificação continuou e no final daquele dia Felix alcançou a força de um furacão de categoria 4 na escala de furacões de Saffir-Simpson, com a pressão atmosférica central caindo para 957 mbar. Isto corresponde a uma queda da pressão atmosférica equivalente a 3,4 mbar por hora, o que o NHC descreveu como sendo uma das maiores taxas de queda de pressão já registrada em toda a história. Um avião caçador de furacões reportou que o olho apresentava um "efeito estádio". O avião também reportou que o diâmetro do olho era de 22 km. Voos de aviões caçadores de furacões posteriores registraram ventos de 280 km/h na altitude onde eles estavam; na superfície foram registrados ventos de 263 km/h, principalmente do quadrante sudoeste da parede do olho. Ventos de 306 km/h foram registrados no quadrante nordeste, mas o Centro Nacional de Furacões disse que esta medida é exagerada, devido à contaminação de cristais de gelo nas nuvens. Baseado em observações, foi estimado que Felix tenha alcançado o pico de intensidade, com ventos constantes de 265 km/h por volta de 00:00 UTC de 3 de setembro, enquanto estava localizado a cerca de 625 km a sudeste de Kingston, Jamaica, fazendo de Felix um furacão de categoria 5 na escala de furacões de Saffir-Simpson Um avião caçador de furacões teve que abortar sua missão devido às fortes turbulências causadas por Felix.

O furacão Felix fotografado da Estação Espacial Internacional.

Felix continuava a seguir rapidamente para oeste. O olho do furacão retraiu; seu diâmetro diminuiu para 19 km. O Centro Nacional de Furacões estimou que a pressão atmosférica mínima do sistema foi 929 mbar nove horas depois do furacão ter alcançado a força de um furacão de categoria 5. Inicialmente, foi previsto que Felix iria seguir para oeste-noroeste, atingindo Belize antes de cruzar a Península de Iucatã. Entretanto, o furacão manteve o seu movimento original para oeste. Logo depois, os topos das nuvens perto do olho ficaram mais quentes assim que o próprio olho ficou menos distinto. Às 18:00 UTC do mesmo dia, Felix enfraqueceu-se para um furacão de categoria 3, com ventos constantes de 215 km/h.. Em 4 de setembro, Felix completou o seu ciclo de substituição da parede do olho e começou a se fortalecer novamente durante o dia. Felix foi classificado como um furacão de categoria 5 pela segunda vez às 10:40 UTC e logo depois atingiu a costa do extremo nordeste da Nicarágua, com ventos de 260 km/h. Nove horas depois de ter atingido a costa, Felix ainda mantinha um padrão de nuvens bem organizado e intensas bandas de tempestade, embora os ventos já tivessem diminuído rapidamente. Na madrugada de 5 de setembro, Felix enfraqueceu-se para uma tempestade tropical assim que a circulação de ar de altos níveis separou-se da circulação de ar de superfície. O sistema deteriorou-se para uma depressão tropical assim que cruzou o sul de Honduras e às 09:00 UTC, o Centro Nacional de Furacões emitiu o último aviso sobre Felix assim que ele começou a se degenerar para uma área de baixa pressão remanescente. A área de baixa pressão remanescente então seguiu para Honduras e Guatemala e emergiu no Golfo de Honduras. Sobre o mar, esta área de baixa pressão não se regenerou e logo em seguida atingiu Belize e seguiu pelo sul do México. No entanto, áreas de tempestades e trovoadas que estavam associadas com está área de baixa pressão alcançaram o Oceano Pacífico.

## Preparativos
Depois de Felix ter se tornado um ciclone tropical, um aviso de tempestade tropical foi emitido para São Vicente e Granadinas, Tobago e Granada e suas dependências; um alerta de tempestade tropical também foi emitido para a costa nordeste da Venezuela, entre Cumaná e Perdenales, incluindo a Ilha Margarita, assim como Aruba, Bonaire e Curaçao. A Agência Nacional de Gerenciamento de Emergências de Tobago foi totalmente ativada, sendo que 79 abrigos abriram na ilha. Coincidindo com a classificação de Felix para tempestade tropical, o alerta para as ilhas de Aruba, Bonaire e Curaçao foi substituída por um aviso de tempestade tropical. Um alerta de furacão foi adicionada nas ilhas na madrugada de 2 de setembro, onde vários turistas tentaram deixar as ilhas por avião antes da chegada da tempestade. Na madrugada de 2 de setembro, o governo da Jamaica emitiu um alerta de tempestade tropical para a ilha, que foi cancelado assim que o furacão passou longe, ao sul. No final de 2 de setembro, um alerta de tempestade tropical foi emitido para Grande Caimão, e no dia seguinte, um aviso de tempestade tropical foi posto em prática para a Ilha de Providencia. Um alerta de furacão foi emitido para a costa caribenha de Guatemala e para toda a costa de Belize às 12:00 UTC de 3 de setembro.

O furacão Felix na costa da Nicarágua.

Às 03:00 UTC de 3 de setembro, o governo de Honduras emitiu um alerta de furacão entre El Limón e a fronteira com a Nicarágua, que foi substituída por um alerta de furacão seis horas depois. Ao mesmo tempo, um alerta de furacão foi estendida para oeste, até a fronteira com a Guatemala. Na madrugada de 4 de setembro, um aviso de tempestade tropical foi posto em prática para a mesma região. As autoridades ordenaram a retirada de cidadãos em áreas baixas perto da costa; por volta do meio-dia de 3 de setembro, cerca de 300 turistas saíram do departamento de Ilhas da Bahia, sendo que mais 400 estavam preparados para deixar a região por avião. Aproximadamente 2.000 pessoas foram retiradas de áreas costeiras. No momento em que o furacão atingia a costa nordeste da Nicarágua, cerca de 20.000 pessoas em Honduras saíram para áreas seguras.
Às 15:00 UTC de 3 de setembro, cerca de 21 horas antes do furacão atingir a costa, o governo da Nicarágua emitiu um aviso de furacão entre Puerto Cabezas e a fronteira com Honduras. Cerca de 12 horas antes do furacão atingir a costa, um alerta de tempestade tropical foi emitido para a costa entre Puerto Cabezas e Prinzapolka. Antes da chegada do furacão, as autoridades enviaram cerca de 63 toneladas de alimentos e suprimentos de emergência para perto de onde o olho de Felix iria atingir.

## Impactos

### Ilhas Caribenhas

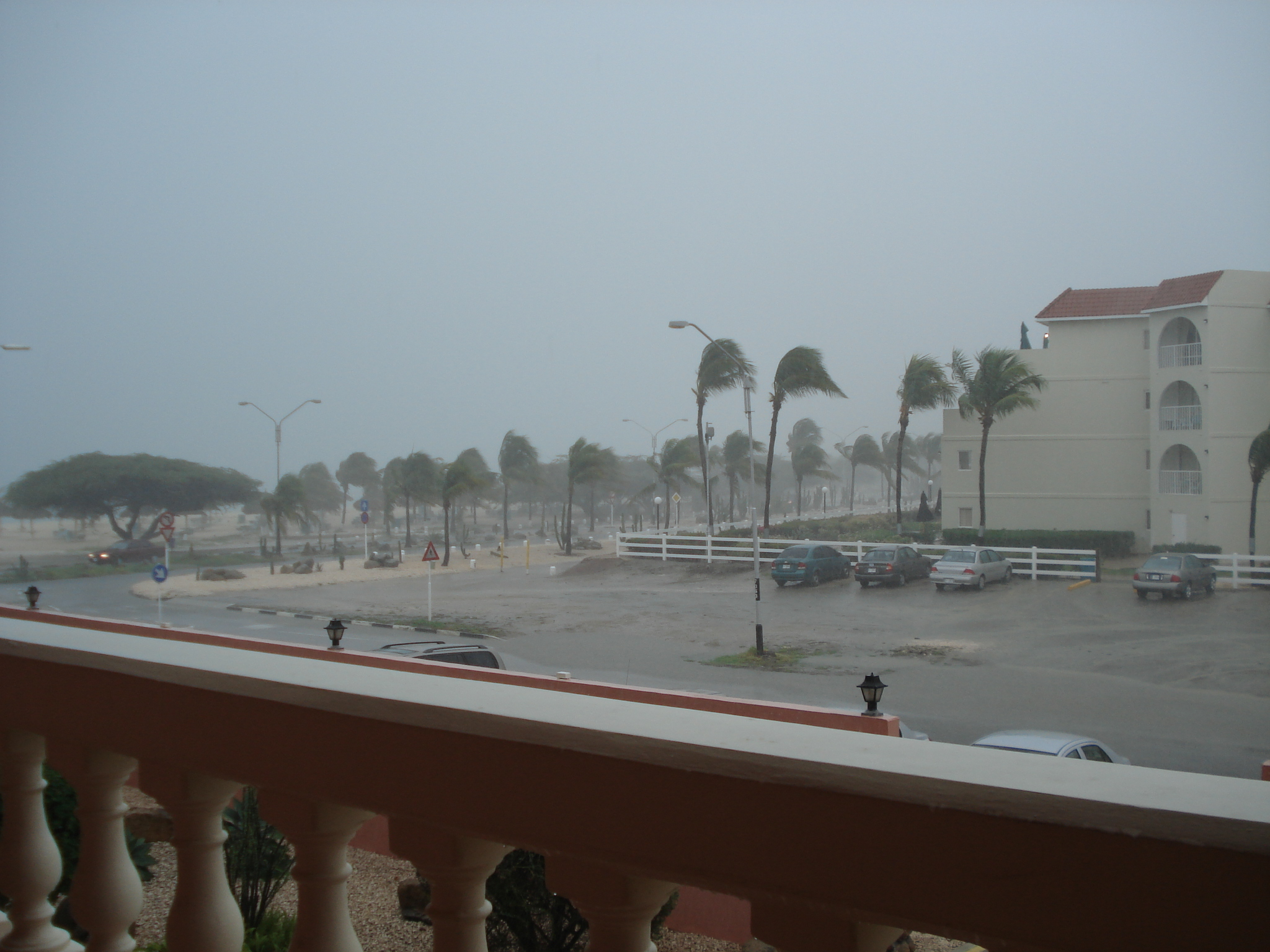
O furacão Felix passando sobre Aruba.

Por volta do meio-dia UTC de 1º de setembro, uma rajada de vento de 74 km/h foi registrada em Barbados e ao mesmo tempo outra rajada de vento de 71 km/h foi registrada em São Vicente A tempestade produziu chuvas fortes sobre a porção meridional das Pequenas Antilhas. Em Trinidad, a chuva forte causou deslizamentos de terra e transbordou rios que destruíram algumas pontes; ventos moderados a fortes destruíram várias construções sobre a ilha. Os danos na vizinha Tobago ficou concentrada na porção norte da ilha. onde vários deslizamentos de terra foram causados pela chuva forte. Os danos em Tobago foram calculados em $250.000 dólares de Trinidad e Tobago (cerca de $40.000 dólares). Felix produziu rajadas de vento em Granada, que derrubaram postes de transmissão de energia elétrica e destelharam completamente duas casas. Correntes de âncoras de embarcações quebraram com a ressaca. Em Santa Lúcia, os ventos causaram o desabamento de um estabelecimento, que também destruíram 12 veículos.
Em Aruba, Bonaire e Curaçao, a passagem do furacão resultou em rajadas de ventos e chuva forte. Entretanto, houve poucos danos em Bonaire. Em Curaçao, casas foram totalmente encobertas pela enchente. Em Aruba, os ventos danificaram uma casa e deixou brevemente uma vila ao norte da ilha sem eletricidade. O furacão Felix produziu fortes ventos e ondas de até 3 m ao longo da costa norte da Venezuela, que deixou uma pessoa desaparecida em Puerto Cabello.

### América Central
Os primeiros relatos sugerem danos severos em Honduras e Nicarágua depois de Felix ter atingido a costa como um furacão de categoria 5. Em Puerto Cabezas, Nicarágua, praticamente toda construção teve pelo menos seu telhado danificado, e vários destes foram completamente destruídos. Ao longo da Costa dos Mosquitos, foram registradas enchentes e deslizamentos de terra, destruindo muitas residências (a maioria casas humildes) e bloqueando rodovias. O governo da Nicarágua declarou a costa caribenha setentrional como área de desastre. As Ilhotas de Miskito, localizadas cerca de 70 km de Bilwi, Nicarágua, na costa caribenha setentrional do país, foi a área mais atingida. o furacão Felix ainda não tinha atingido a costa, mas passou sobre as ilhotas com força máxima. Os ventos do furacão, que passavam dos 260 km/h, destruíram as ilhotas completamente. As únicas construções que continuaram firmes após a passagem do furacão foram os pilares que sustentavam as casas.
No mínimo 133 mortes foram registradas após a passagem do furacão, sendo que 130 destes foram na Nicarágua. Embora não haja detalhes suficientes a respeito, eles incluem no mínimo 25 pescadores miskitos que foram mortos enquanto estavam no mar; um afogamento, depois que uma árvore caiu sobre seu barco e uma morte indireta causada por complicações médicas após o nascimento. Três mortes foram registradas em Honduras, um das quais foi causada por um acidente com veículo motorizado causado pela chuva forte e pelos deslizamentos de terra. Os outros dois foram mortos pela enchente na capital Tegucigalpa. Entretanto, centenas de outros estão desaparecidos (a maioria no mar), e ficou deficil de se comunicar com algumas localidades, impossível às vezes. Alguns sobreviventes foram achados na Costa dos Mosquitos que inicialmente eram considerados desaparecidos.
De acordo com informações oficiais, no mínimo 40.000 pessoas foram afetadas e 9.000 casas foram destruídas, a maioria delas na cidade de Bilwi, Nicarágua (Puerto Cabezas), onde um "estado de desastre" tinha sido decretado pelo governo. Uma total falta de suprimentos e serviços foram relatados na área. A resposta foi quase imediata: Ajuda da Venezuela, Cuba, Estados Unidos e Honduras foram recebidos e muitas organizações, como a Cruz Vermelha da Nicarágua, a mídia e universidades organizaram coletas em todo o país. O presidente da Nicarágua, Daniel Ortega, visitou Bilwi no dia seguinte à catástrofe e prometeu a reconstrução de casas das pessoas afetadas. Os danos na Nicarágua totalizaram $869,3 milhões de Córdobas ($46,7 milhões de dólares).
Enchentes também fora registradas em Honduras, particularmente perto de Tegucigalpa e nas regiões no noroeste do país onde os rios Ulua e Chamelecon transbordaram e inundaram áreas de lavoura. Enchentes costeiras também ocorreram na cidade de Izabal, Guatemala, onde 850 pessoas tiveram que ser retiradas. Os danos na agricultura em Honduras chegaram a 68,28 milhões de Lempiras ($3,64 milhões de dólares)

## Conseqüências
Após a passagem de Felix, mais de 160.000 pessoas foram afetadas assim que muitas comunidades tiveram que ser abandonadas devido a tempestade. Um apelo foi dado pelas Nações Unidas para mais de $48 milhões de dólares para ajudas de emergência para as áreas duramente afetadas, principalmente para Nicarágua. O governo federal dos Estados Unidos entregou mais de $1,17 milhões de dólares em assistência e a União Europeia respondeu com uma doação de 1 milhão de euros.

## Retirada do nome
O nome Felix foi retirado oficialmente pela Organização Meteorológica Mundial (OMM) em 13 de Maio de 2008 durante a sua reunião anual em Orlando, Flórida. O nome Felix foi substituído por Fernand na lista V da lista oficial de nomes de furacões atlânticos. Sendo assim, Fernand será usado pela primeira vez na temporada de furacões no Atlântico de 2013.